# Équipe de Suisse de football en 1910
Cet article présente l'année 1910 pour l'équipe de Suisse de football. Elle est dirigée par le comité central de l'Association suisse de football et sa commission arbitrale.

## Bilan
|           | Nombre de matchs | Victoires | Défaites | Matchs nuls | Buts marqués | Buts encaissés |
| Domicile  | 1                | 0         | 1        | 0           | 2            | 3              |
| Extérieur | 1                | 0         | 1        | 0           | 1            | 6              |
| Neutre    | 0                | 0         | 0        | 0           | 0            | 0              |
| Total     | 2                | 0         | 2        | 0           | 3            | 9              |

## Matchs et résultats
| Match amical                             | Suisse                  | 2 - 3   | Allemagne                | Landhof, Bâle                                 |                                               |
| 3 avril 1910 · Historique des rencontres | Müller 44e · Renand 58e | (1 - 1) | 8e Hiller · 55e 85e Kipp | Spectateurs : 5 000 Arbitrage : Henry Devitte | Spectateurs : 5 000 Arbitrage : Henry Devitte |
| 3 avril 1910 · Historique des rencontres | Rapport                 |         |                          | Spectateurs : 5 000 Arbitrage : Henry Devitte | Spectateurs : 5 000 Arbitrage : Henry Devitte |

| Match amical                             | Angleterre (amateure)                               | 6 - 1   | Suisse     | Park Royal, Londres                               |                                                   |
| 9 avril 1910 · Historique des rencontres | Steer 2e 9e · Webb 4e 6e · Fayers 40e · Corbett 52e | (5 - 0) | 66e Sydler | Spectateurs : 5 000 Arbitrage : Joseph Brauburger | Spectateurs : 5 000 Arbitrage : Joseph Brauburger |
| 9 avril 1910 · Historique des rencontres | Rapport                                             |         |            | Spectateurs : 5 000 Arbitrage : Joseph Brauburger | Spectateurs : 5 000 Arbitrage : Joseph Brauburger |